# Revuelta de Morea de 1453-1454

El Imperio bizantino en vísperas de la conquista final de Constantinopla y Morea, c. 1450. La gran península púrpura en el suroeste es Morea, en ese momento el territorio más importante y próspero del imperio.

Mapa de Morea en la Edad Media.

La revuelta de Morea de 1453-1454 fue una rebelión campesina fallida llevada a cabo contra el gobierno de los hermanos Tomás y Demetrio Paleólogo, gobernantes del Despotado bizantino de Morea en la península del Peloponeso.

## Antecedentes
El Imperio bizantino había gobernado Morea durante siglos antes de la rebelión. Durante este tiempo, varios miles de arbanitas se habían asentado en el territorio. Después de la batalla de Varna en 1444, los turcos otomanos tenían las manos libres para lidiar con los restos del Imperio bizantino, que había estado en declive durante más de un siglo. En 1446, los otomanos invadieron la Morea bizantina, que luego fue administrada conjuntamente por los hermanos Constantino, futuro Constantino XI y, Tomás Paleólogo. Los hermanos resistieron con éxito la invasión, pero a costa de devastar la provincia de Morea, y los turcos se llevaron a 60 000 civiles griegos de regreso a su territorio. Murad II, el sultán otomano, concluyó un tratado de paz que resultó en que los hermanos pagaran un fuerte tributo a los turcos, aceptando ser sus vasallos y la promesa de no oponérseles en el futuro, ya que Murad II tenía que lidiar con conflictos internos en otros lugares.
Tras la muerte del emperador bizantino Juan VIII Paleólogo en Constantinopla en octubre de 1448, el trono imperial recayó en Constantino, quien fue coronado el 6 de enero de 1449 en Mistrá antes de partir hacia la capital. Dos meses después, asumió su nuevo papel en Constantinopla como emperador. Sus hermanos menores, Tomás y Demetrio, permanecieron a cargo de Morea como déspotas conjuntos en su lugar. A pesar de las garantías a Constantino de que se apoyarían mutuamente, tanto Tomás como Demetrio codiciaron las tierras del otro; además, presionaron reclamos contra las posesiones portuarias venecianas en Morea, alienando al único poder capaz de ayudarlos a resistir a los turcos. La hostilidad mutua llegó al punto de que ambos déspotas solicitaron ayuda militar a los turcos contra el otro. Durante el asedio final de Constantinopla, el nuevo sultán, Mehmed II invadió Morea nuevamente como una distracción para evitar que los hermanos enviaran provisiones a Constantinopla.

## La revuelta
Poco después de la caída de Constantinopla y la muerte del último emperador bizantino Constantino XI, 30 000 albaneses bajo el mando de Pedro Bua se rebelaron contra los dos hermanos, Tomás y Demetrio, debido a la inseguridad crónica y al pago de tributos a los turcos. A los albaneses se unieron más tarde los griegos locales, que para entonces tenían un caudillo común en Manuel Cantacuceno. Cantacuceno fue aclamado como déspota, y los rebeldes pidieron la ayuda veneciana, mientras que los dos hermanos pidieron la ayuda de Mehmed II para sofocar la rebelión. La situación se confundió todavía más por una segunda rebelión encabezada por Juan Asen Zaccaria, hijo del último príncipe de Acaya Centurión II Zaccaria, quien reclamó el título de su padre representando los restos del elemento latino en Morea. Antes de la rebelión, Zaccaria había sido encarcelado por Tomás, pero logró escapar durante la confusión.
Como vasallos del sultán, los déspotas pidieron ayuda a los turcos, y Ömer Bey, hijo del gobernador otomano de Tesalia, Turahan Bey llegó en diciembre de 1453. Después de obtener una victoria contra los rebeldes, partió, habiendo asegurado la liberación de su hermano Ahmed que había sido capturado por los bizantinos en 1446. Sin embargo, la revuelta no remitió, y en octubre de 1454 el propio Turahan se vio obligado a intervenir. Después de saquear algunas fortalezas, la población rebelde capituló. Turahan aconsejó a los hermanos Paleólogos que resolvieran sus diferencias y gobernaran bien, y luego abandonó la península. El tributo se restableció a los mismos niveles y los déspotas continuarían su vasallaje como antes. En cuanto a los jefes rebeldes, Pedro Bua fue indultado por Mehmed II y luego se convirtió en portavoz del pueblo albanés, Zaccaria huyó y terminó como pensionista en Venecia y luego en la corte papal, mientras Cantacuceno escapó y desapareció de la historia.